# Luz del Mundo

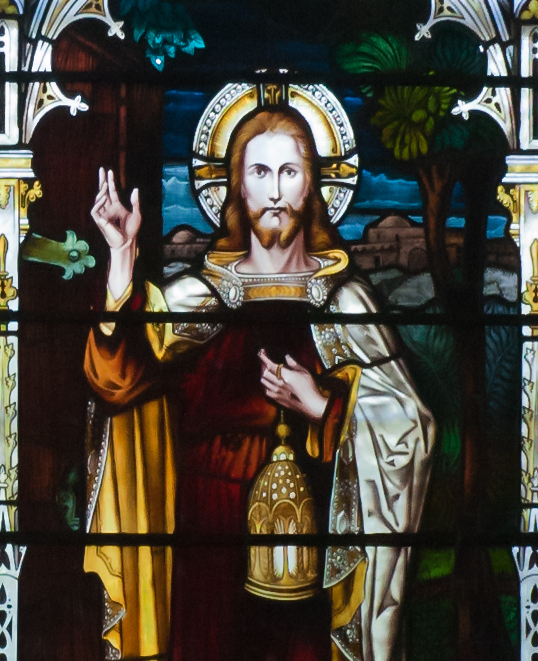
Detalle de vitral que representa a Jesús: Yo soy la luz del mundo. Bantry, Irlanda.

Luz del Mundo (en griego antiguo: φώς τοῦ κόσμου, Phṓs tou kósmou) es una frase que Jesús usó para describirse a sí mismo y a sus discípulos en el Nuevo Testamento. La frase es registrada en el Evangelio de Juan y también en el Evangelio de Mateo. Está estrechamente relacionada con las parábolas de la Sal y la Luz y la parábola de la lámpara.

## Registros de los Evangelios

### Refiriéndose a sí mismo
En Juan 8:12, Jesús se aplica el título a sí mismo, mientras debate con los judíos, y afirma:
Yo soy la luz del mundo; el que me sigue, no andará en tinieblas, sino que tendrá la luz de la vida.
Otra vez Jesús afirma ser la luz del mundo en Juan 9:5, en el milagro de la curación del ciego de nacimiento, diciendo:
Entre tanto que estoy en el mundo, luz soy del mundo.
Este episodio conduce a Juan 9:39, donde Jesús explica metafóricamente que vino a este mundo, para que los ciegos puedan ver.
En el contexto cristológico, el uso del título de «Luz del Mundo» es similar al título «Pan de Vida» de Juan 6:35, donde Jesús dice: «Yo soy el pan de vida; el que a mí viene, nunca tendrá hambre; y el que en mí cree, no tendrá sed jamás». Estas afirmaciones se basan en el tema cristológico de Juan 5:26 donde Jesús afirma poseer la vida así como el Padre hace, y poder proporcionarla a los que le siguen. El término «Vida del Mundo» es aplicado en el mismo sentido por Jesús a sí mismo en Juan 6:51.

### Refiriéndose a sus discípulos
Jesús también utilizó ese término para referirse a sus discípulos en Mateo 5:14:
Vosotros sois la luz del mundo; una ciudad asentada sobre un monte no se puede esconder. Ni se enciende una luz y se pone debajo de un almud, sino sobre el candelero, y alumbra a todos los que están en casa. Así alumbre vuestra luz delante de los hombres, para que vean vuestras buenas obras, y glorifiquen a vuestro Padre que está en los cielos.
Esta aplicación de la «luz en comparación con las tinieblas» aparece también en 1 Juan 1:5, refiriéndose a Dios diciendo: «Dios es luz, y en Él no hay tiniebla alguna».

## Dualismo joánico
Ejemplos de los conceptos dualistas en el Evangelio de Juan:
| Luz        | Oscuridad   |
| ---------- | ----------- |
| Conocido   | Desconocido |
| Jesucristo | Moisés      |
| Celestial  | Terrenal    |
| Arriba     | Abajo       |
| Espíritu   | Carne       |
| Vista      | Ceguera     |
| Elegidos   | Mundo       |
| Día        | Noche       |

- Luz y Oscuridad

La luz y la oscuridad en el Evangelio de Juan es una antítesis que tiene un significado simbólico, y es esencial para entender el autor de Juan. El cuarto evangelio expresa ciertas ideas usando la antítesis más frecuentemente que cualquiera de los otros escritos del Nuevo Testamento. La comunidad de Juan pudo haber tomado prestado el uso simbólico de la antítesis de luz-oscuridad de la literatura esenia, «que considera la historia como un conflicto permanente entre el bien y el mal, el uso de la luz como símbolo de la verdad y la rectitud; y la oscuridad, como el de la falsedad y el mal».
Las siguientes son citas antitéticas de Juan:
- Conocido y Desconocido

- Juan 12:35

Aún por un poco está la luz entre vosotros; andad entre tanto que tenéis luz, para que no os sorprendan las tinieblas; porque el que anda en tinieblas, no sabe a dónde va.
- Juan 17:3

Y esta es la vida eterna: que te conozcan a ti, el único Dios verdadero, y a Jesucristo, a quien has enviado.
- Jesucristo y Moisés

- Juan 3:14

Y como Moisés levantó la serpiente en el desierto, así es necesario que el Hijo del Hombre sea levantado.
- Juan 4:6-8

Y estaba allí el pozo de Jacob. Entonces Jesús, cansado del camino, se sentó así junto al pozo. Era como la hora sexta. Vino una mujer de Samaria a sacar agua; y Jesús le dijo: Dame de beber.
- Juan 20:31

Pero éstas se han escrito para que creáis que Jesús es el Cristo, el Hijo de Dios, y para que creyendo, tengáis vida en su nombre.
- Celestial y Terrenal

- Juan 1:14

Y aquel Verbo fue hecho carne, y habitó entre nosotros (y vimos su gloria, gloria como del unigénito del Padre), lleno de gracia y de verdad.
- Juan 4:6-8

Y estaba allí el pozo de Jacob. Entonces Jesús, cansado del camino, se sentó así junto al pozo. Era como la hora sexta. Vino una mujer de Samaria a sacar agua; y Jesús le dijo: Dame de beber.
- Juan 20:31

Pero éstas se han escrito para que creáis que Jesús es el Cristo, el Hijo de Dios, y para que creyendo, tengáis vida en su nombre.
- Juan 3:13

Nadie subió al cielo, sino el que descendió del cielo; el Hijo del Hombre, que está en el cielo.
- Juan 3:15

para que todo aquel que en él cree, no se pierda, mas tenga vida eterna.
- Arriba y Abajo

- Juan 1:14

Y aquel Verbo fue hecho carne, y habitó entre nosotros (y vimos su gloria, gloria como del unigénito del Padre), lleno de gracia y de verdad.
- Juan 3:13

Nadie subió al cielo, sino el que descendió del cielo; el Hijo del Hombre, que está en el cielo.
- Espíritu y Carne

- Juan 1:14

Y aquel Verbo fue hecho carne, y habitó entre nosotros (y vimos su gloria, gloria como del unigénito del Padre), lleno de gracia y de verdad.
- Juan 3:8

El viento sopla de donde quiere, y oyes su sonido; mas ni sabes de dónde viene, ni a dónde va; así es todo aquel que es nacido del Espíritu.
- Juan 4:24

Dios es Espíritu; y los que le adoran, en espíritu y en verdad es necesario que adoren.
- Vista y Ceguera

- Juan 1:14

Y aquel Verbo fue hecho carne, y habitó entre nosotros (y vimos su gloria, gloria como del unigénito del Padre), lleno de gracia y de verdad.
- Juan 12:35

Aún por un poco está la luz entre vosotros; andad entre tanto que tenéis luz, para que no os sorprendan las tinieblas; porque el que anda en tinieblas, no sabe a dónde va.
- Elegidos y el Mundo

- Juan 1:14

Y aquel Verbo fue hecho carne, y habitó entre nosotros (y vimos su gloria, gloria como del unigénito del Padre), lleno de gracia y de verdad.
- Juan 3:19

Y esta es la condenación: que la luz vino al mundo, y los hombres amaron más las tinieblas que la luz, porque sus obras eran malas.
- Juan 9:5

Entre tanto que estoy en el mundo, luz soy del mundo.
- Juan 10:30

Yo y el Padre uno somos.
- Juan 15:19

Si fuerais del mundo, el mundo amaría lo suyo; pero porque no sois del mundo, antes yo os elegí del mundo, por eso el mundo os aborrece.
- Juan 16:33

Estas cosas os he hablado para que en mí tengáis paz. En el mundo tendréis aflicción; pero confiad, yo he vencido al mundo.
- Día y Noche

- Juan 9:4

Me es necesario hacer las obras del que me envió, entre tanto que el día dura; la noche viene, cuando nadie puede trabajar.

## La oscuridad en el cuarto Evangelio
«En los escritos de Juan, caminando en la oscuridad no significa cometer actos de pecado, sino más bien rechazar el mensaje de la vida eterna de Dios a través de Cristo». Los que definen la oscuridad como el pecado también definen la luz como bondad y justicia. Sin embargo, en el Evangelio de Juan, la luz nunca se define como justicia. La luz se define como la vida, como se ve en Juan 1:4: «En él estaba la vida, y la vida era la luz de los hombres». Aquellos que tengan fe por medio de Él, tendrán vida eterna. Esta «vida» es un don que Jesús trajo de Dios en un mundo moribundo. En Juan, «la oscuridad está presente en la ausencia de luz; la ausencia de la vida eterna», y la oscuridad se refiere a la muerte, espiritualmente. Los que caminan en la oscuridad no tienen vida eterna, ya que no se conocen a Dios. La única manera de recibir la «vida» es conocer la luz a través de Dios y sus promesas.
El Evangelio de Juan presenta a Nicodemo como fariseo (Juan 3:1), «maestro de Israel» (Juan 3:10), por lo que el evangelista resume en él a los judíos eruditos que conocían la Ley. El evangelista insiste en mencionar que Nicodemo fue a Jesús «de noche» (Juan 3:1-2; Juan 7:50; Juan 19:39). Se trata de un significado simbólico: el diálogo de Nicodemo con Jesús se desarrolló «en la oscuridad», como el de alguien que no capta todavía el verdadero significado de la persona de Jesús. Sin embargo, el evangelista señala que «en la noche», Nicodemo fue a Jesús. Con ello lo diferencia de personajes como Judas Iscariote quien, durante la última cena, se alejó de Jesús «hacia la noche» (Juan 13:21-30).